# 西鄉廳憲德政碑
24°45′28″N 121°44′41″E / 24.757708°N 121.744828°E
西鄉廳憲德政碑，位於臺灣宜蘭縣宜蘭市宜蘭河西門橋旁堤防，為紀念宜蘭廳長西鄉菊次郎功績而於1905年刻製碑文，1923年落成，今列歷史建築。

## 設立由來
身為首屆宜蘭廳長的西鄉菊次郎在1897年5月至1902年11月任內，除修橋開路、興辦學校，為地方所稱讚的是沿宜蘭河南岸城郊七結到西門之間修建近2公里的西鄉堤防，祛除金六結、崁仔腳一帶水患。1905年，宜蘭地方士紳發起刻製德政碑。花崗岩材質的碑體高155公分與寬83公分，完工後先暫放民家庭院。
1923年6月6日舉行地鎮祭，立於往員山新城的西門橋（中山橋）西邊堤防，一旁種植西鄉菊次郎家族贈與來的樹木，11月增建巨型基座。

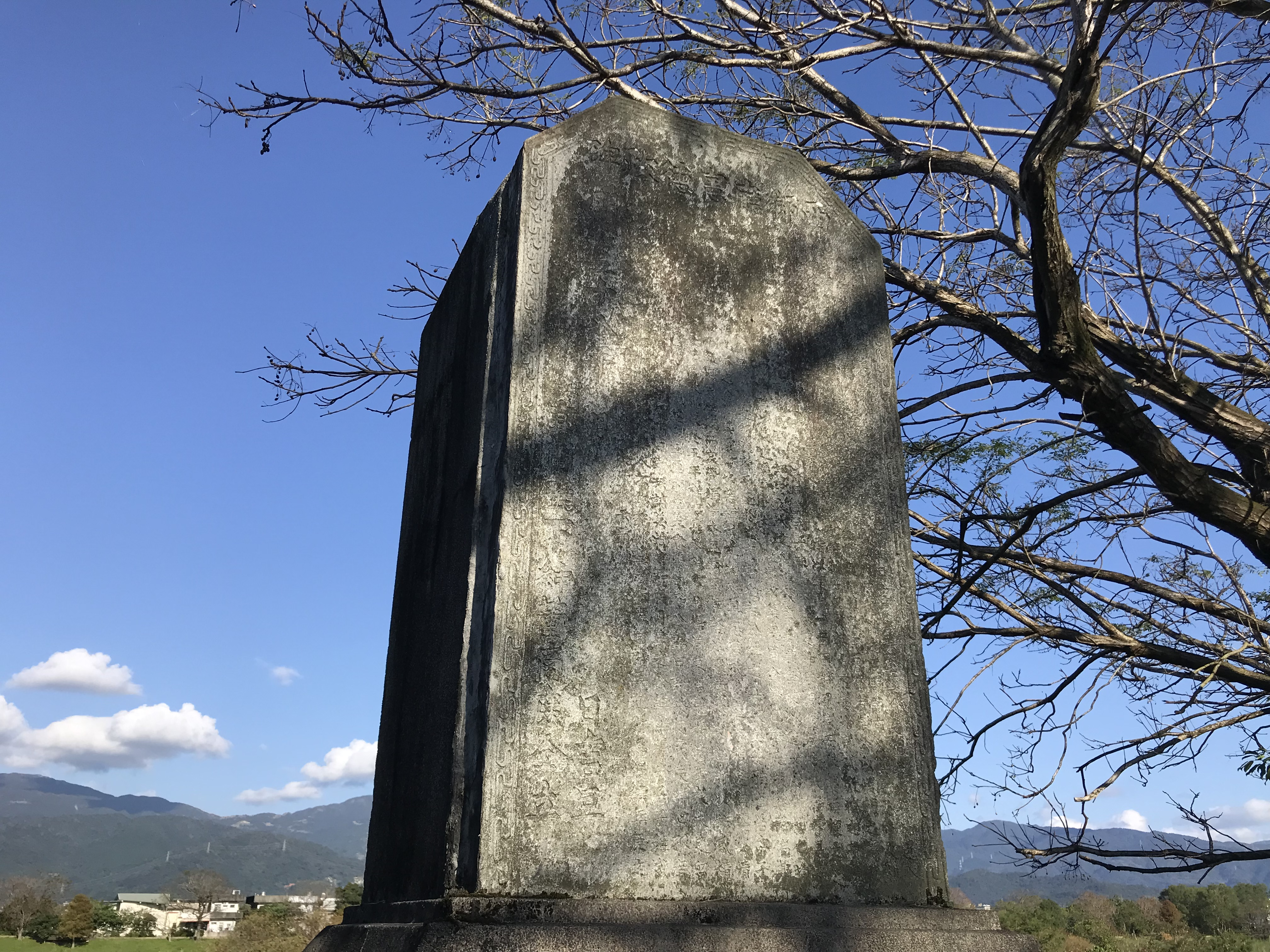
碑體

1928年西鄉菊次郎去世後，12月6日，宜蘭人在此碑舉行召開追悼會。

## 遷移他處
戰後時期，軍眷沿堤防興建簡陋住屋，將西鄉廳憲德政碑作為屋簷支撐與綑綁電線，因而能倖免被破壞。過去，日本方面還以為此碑已消失無蹤。1990年，因新建宜蘭河金六結堤防，碑身遷至西門橋東側堤防上。1999年因堤頂闢設自行車專用道，碑址再往前挪移4公尺。之後，宜蘭市的自行車旅遊路線之一，自宜蘭河濱公園沿河堤騎乘，就可見到西鄉廳憲德政碑、宜蘭神社遺址等。

## 文資保護
2000年10月20日，西鄉菊次郎孫子西鄉隆文在退休教師李英茂陪伴下，來碑前追弔祖父。次年2月12日，專程抵集西鄉菊次郎資料的拓殖大學常務理事佐野幸夫拜會縣長劉守成時，提及此碑文文辭高尚。15日，拓殖大學和宜蘭市公所聯合舉辦「宜蘭與西鄉菊次郎」國際學術研討會。該年，西鄉廳憲德政碑、舊宜蘭監獄門廳、大三鬮林宅等同時列為歷史建築。2002年4月20日，西鄉隆文、樺山資紀後代樺山薰、森川健康堂董事長森川俊雄等人前來西鄉廳憲德政碑。
2014年，縣府斥資新臺幣230萬元改造碑址景觀，增設平台、樓梯，於5月16日舉行鹿兒島西扶輪社提供中日文翻譯解說牌揭牌典禮，由西鄉隆文、縣議員江聰淵、議員賴瑞鼎等參加。但該解說牌「以和平方式消彌匪亂」等詞，被認為污衊遭處死的林火旺等抗日人物。

## 道路安全

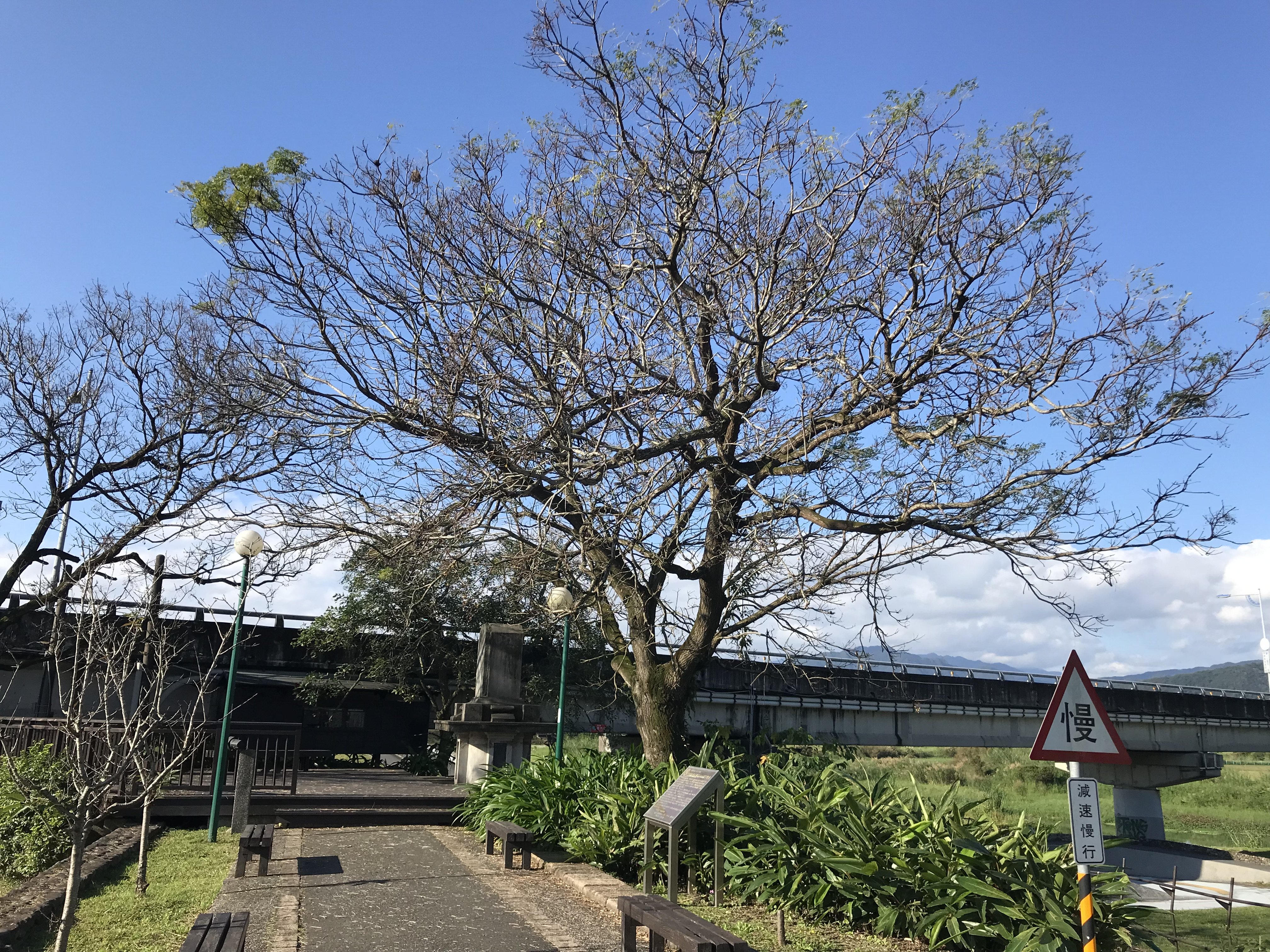
西門橋與西鄉廳憲德政碑

西門橋為通往員山主要橋樑，但橋樑路幅只有9公尺，常發生快慢車搶道。曾一個月就發生三起民眾墜落橋下的死亡意外案件，其中二案是機車騎士遭他車追撞。2022年，交通部公路總局計畫在西門橋旁擬增機車引道，但遭文史工作者林正芳質疑會破壞西鄉廳憲德政碑景觀而反對。